# Schizophyllaceae
Schizophyllaceae is een botanische naam van een familie van schimmels.
Volgens de Index Fungorum bestaat de familie uit de volgende twaalf geslachten:
- Apus
- Auriculariopsis
- Cytidiella
- Ditiola
- Flabellaria
- Hyponevris
- Petrona
- Phaeoschizophyllum
- Rhipidium
- Scaphophoeum
- Schizonia
- Schizophyllum